# Малегета (райське зерно)
Малегета (Aframomum melegueta) — рід багаторічних рослин, відомих своїм брунатними стручками, що містять велику кількість насіння.
Зустрічається в субтропічній Африці.
Зерна малегети, відомі також під назвою «райські зерна», використовуються як прянощі, рідше — як афродізіак.
За часів пізнього Середньовіччя зерна малегети застосовували як замінник чорного перцю, що в ті часи коштував занадто дорого навіть для заможних європейських споживачів. З XV ст. в торгівлі прянощами поступилися місцем африканському перцю.

## Галерея

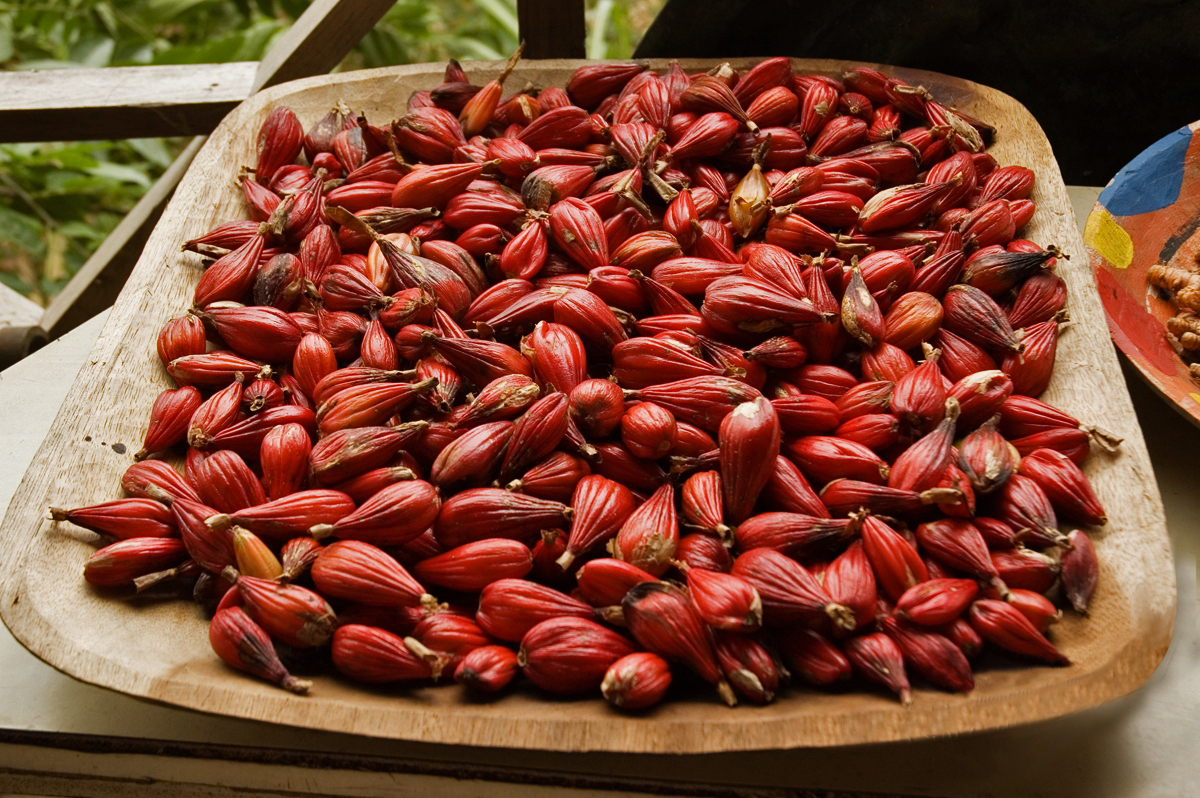
Малегета із острова Сан-Томе